# Le Grand Blockhaus
Le Grand Blockhaus ou musée de la poche de Saint-Nazaire, situé sur la commune de Batz-sur-Mer, dans le département français de la Loire-Atlantique, est un ancien bunker du mur de l'Atlantique transformé en musée recréant un poste de commandement allemand pendant la Seconde Guerre mondiale et retraçant l'histoire de la poche de Saint-Nazaire.

## Présentation
L'ouvrage fait 25 mètres de long sur une hauteur maximale de 17 mètres. Son espace intérieur est de 285 m2. Sa vocation pendant la Seconde Guerre mondiale est de protéger l'estuaire de la Loire de toute intrusion et de prévenir les raids par voie maritime des forces Alliées visant le port de Nantes ou le port de Saint-Nazaire.

### Historique
La construction du blockhaus s'inscrit dans le cadre de la décision de l'Occupant allemand de renforcer la protection des ports maritimes français à la suite de l'opération Chariot à Saint-Nazaire le 27 mars 1942 et du raid de Dieppe le 19 août de la même année.
Les travaux débutent le 22 octobre 1942 et se terminent le 8 février 1943. Cette date est inscrite sur une plaque apposée au bas de l'escalier par les Allemands, qui peignent de fausses fenêtres et rideaux sur le bâtiment pour lui donner l'apparence d'une grande villa et tenter de tromper ainsi la vigilance des forces alliées. En raison de la présence permanente de troupes, l'ouvrage est doté d'un certain confort : eau courante, toilettes, lavabo, chauffage dans les chambres.
Le bunker est l'un des 13 000 que les Allemands construisent dans la région nazairienne pendant le conflit pour en protéger le port. Dans un même temps, les Alliés délaissent progressivement les raids maritimes jugés trop risqués au profit de raids aériens et de la préparation en Angleterre de ports artificiels qui seront utilisés au moment du débarquement de Normandie. La conséquence est que le personnel militaire affecté au Grand Blockhaus de Batz n'observera aucun mouvement de navire ennemi.
À la libération de la poche de Saint-Nazaire le 11 mai 1945, le bunker est intact. Vidé de son contenu il est abandonné puis accueille une famille de réfugiés nazairiens de 1951 à 1953. En 1958, il est mis en vente par le propriétaire de la parcelle. La Marine Nationale achète le bien en prévision de l'installation d'un radar ou d'un sémaphore. Ces projets ne voient toutefois pas le jour et le bâtiment demeure inoccupé encore de nombreuses années.
En 1995, la municipalité de Batz-sur-Mer lance un appel à projets sur le bâtiment qui est toujours la propriété de la Marine Nationale. Les frères Luc et Marc Braeuer soumettent un projet visant à transformer les lieux en un musée consacré à l'histoire locale de la Seconde Guerre mondiale. Le projet est retenu, les frères rachètent le Grand Blockhaus et, en collaboration avec l'architecte des bâtiments de France, créent le Musée de la Poche de Saint-Nazaire, qui ouvre au public le 1er juillet 1997.

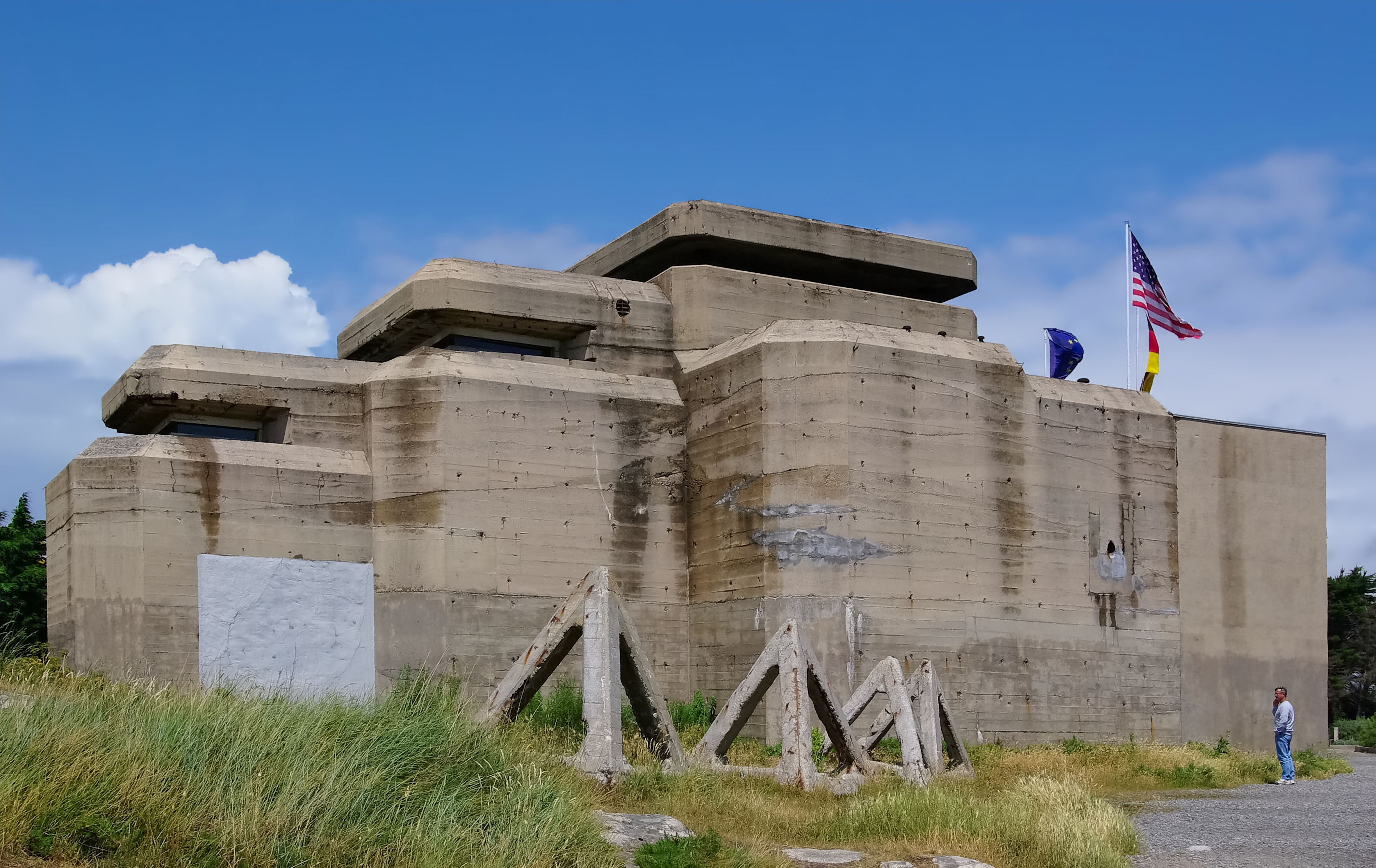
Face du Grand Blockhaus côté mer.
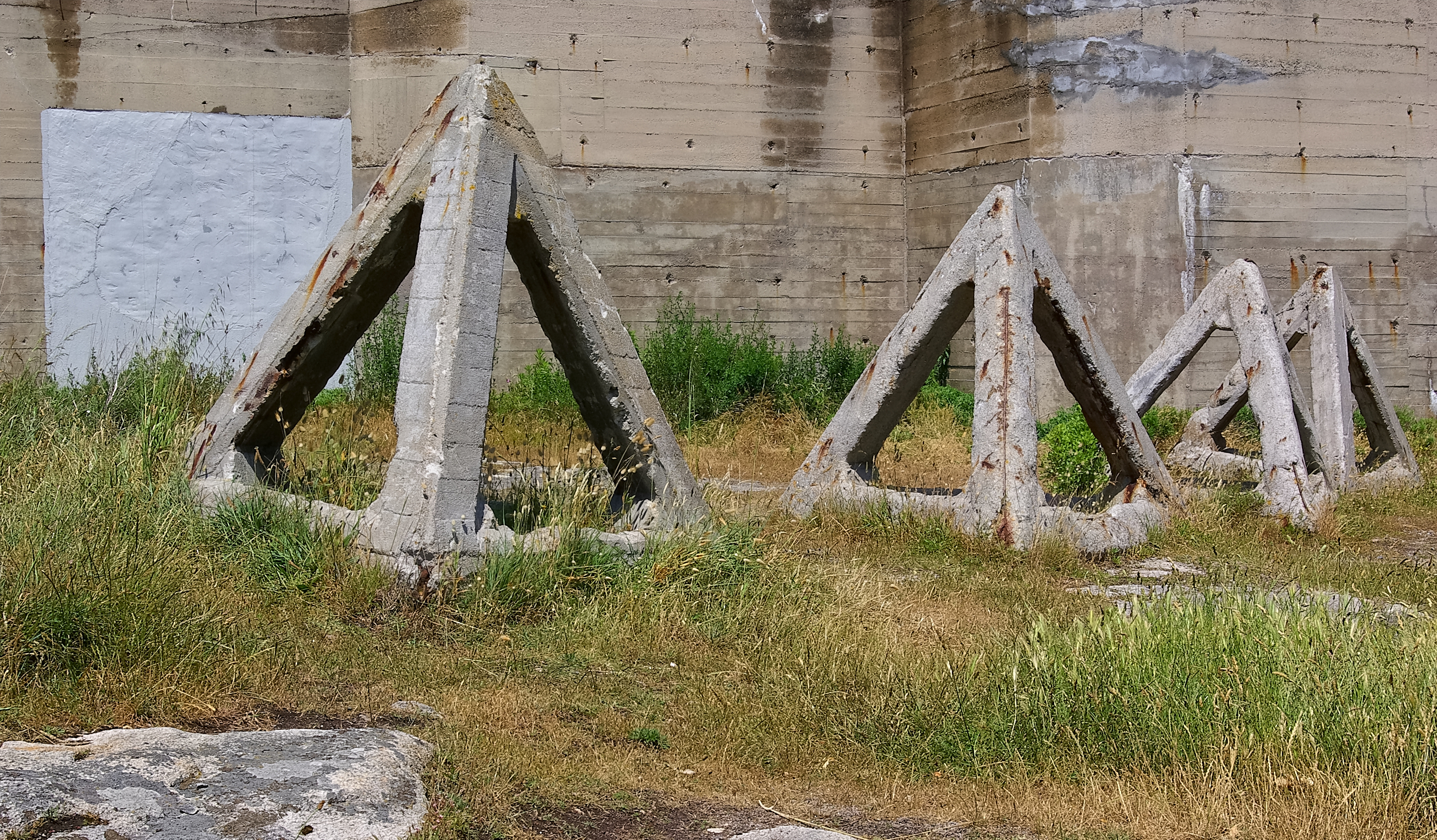
Tétraèdres en béton, employés sur les plages comme obstacles aux barges de débarquement.
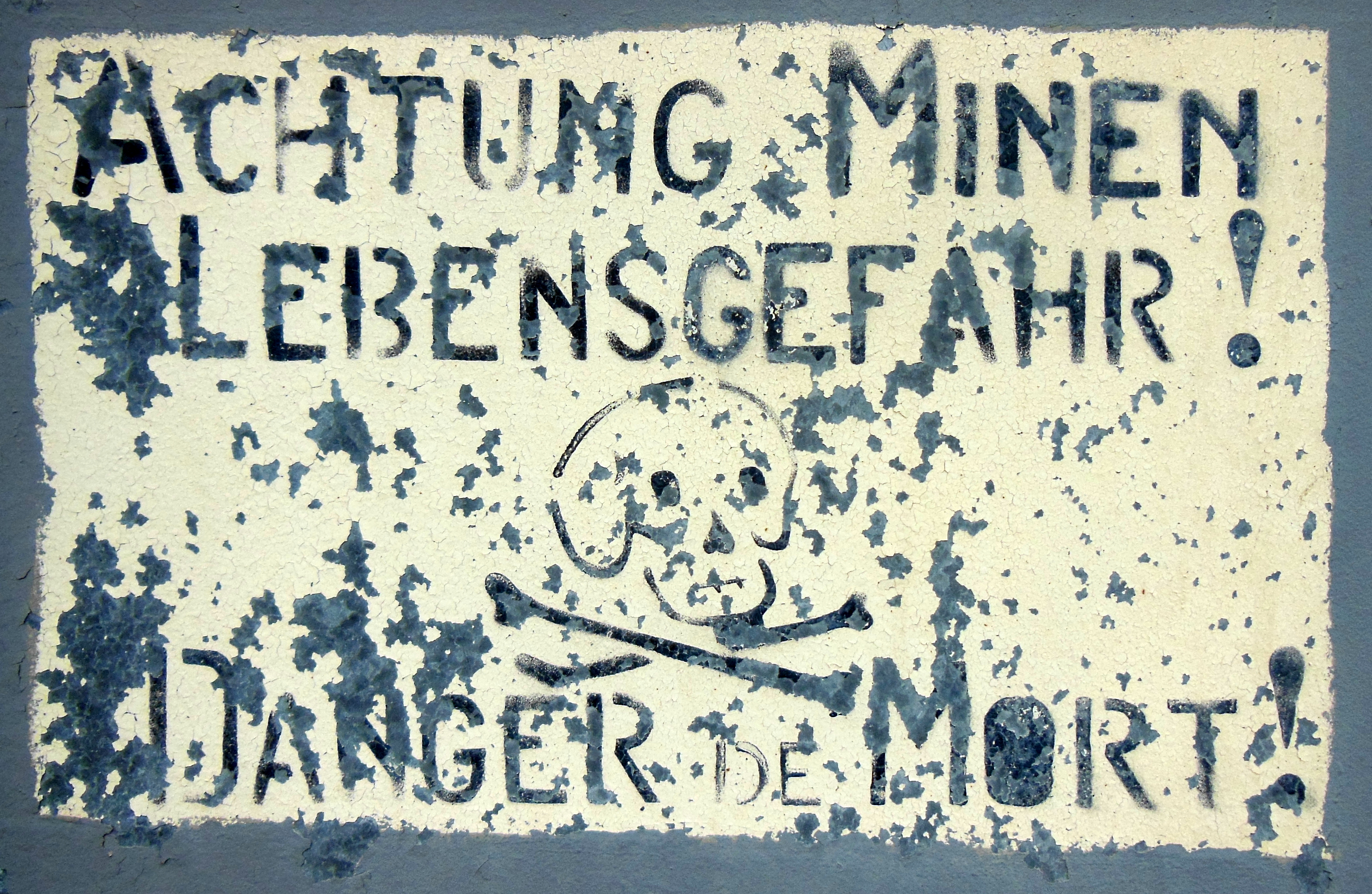
Panneau d'avertissement d'un danger de mort sur une porte du Grand Blockhaus.
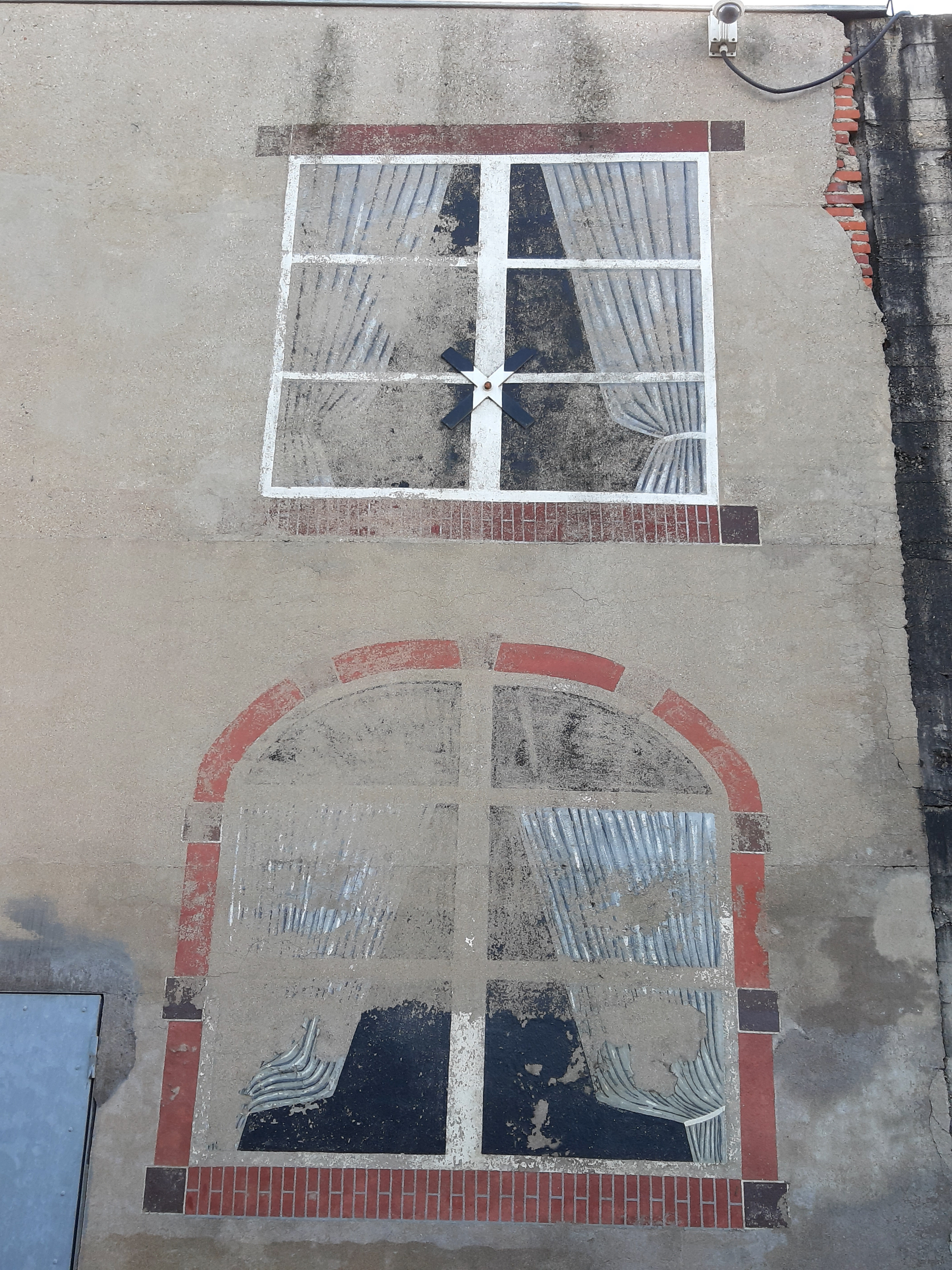
Détail de la peinture de camouflage du blockhaus

## Musée
Le musée met en scène la vie dans le blockhaus. À ses débuts, il expose la collection privée des frères Brauer, passionnés d'histoire locale, constituée depuis leur enfance. Par la suite, la collection s'enrichit de souvenirs offerts par d'anciens combattants, encore nombreux dans les premières années qui suivent la création du musée. La collection, entièrement privée, n'a bénéficié d'aucune subvention. Douze scènes sont reconstituées:
- scène 1 : un soldat français dans la caponnière de défense de l'entrée à la Libération le 11 mai 1945 ;
- scène 2 : des soldats français libèrent le Grand Blockhaus ;
- scène 3 : le raid des commandos britanniques sur Saint-Nazaire en mars 1942, appelé Opération Chariot ;
- scène 4 : Cordemais, signature de la reddition de la poche de Saint-Nazaire le 8 mai 1945 ;
- scène 5 : Bouvron, cérémonie de la reddition de la poche de Saint-Nazaire le 11 mai 1945 ;
- scène 6 : des Américains à la chasse aux souvenirs lors de la Libération ;
- scène 7 : chambre de l'officiant commandant le Grand Blockhaus en 1944 ;
- scène 8 : chambre de troupe pour six hommes de la marine côtière allemande en 1944 ;
- scène 9 : poste de commandement radio en 1944 ;
- scène 10 : armurerie du blockhaus en 1944 ;
- scène 11 : local de stockage du ravitaillement en 1944 ;
- scène 12 : salle des machines en 1944[3].

Le musée a également recueilli le témoignage de quatorze personnes filmé en 1999 et présenté dans une salle vidéo.

Musée de la poche de Saint-Nazaire
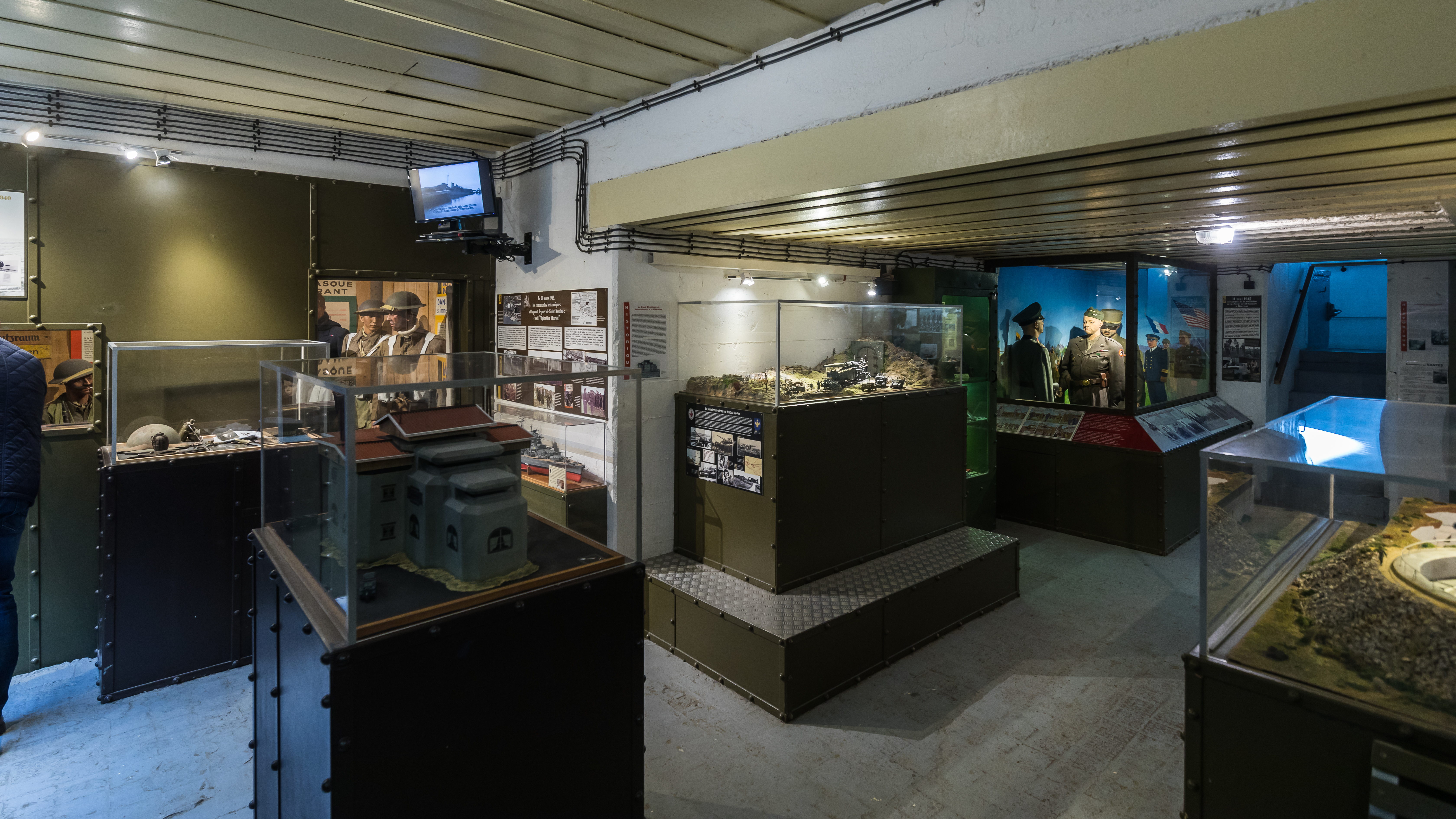
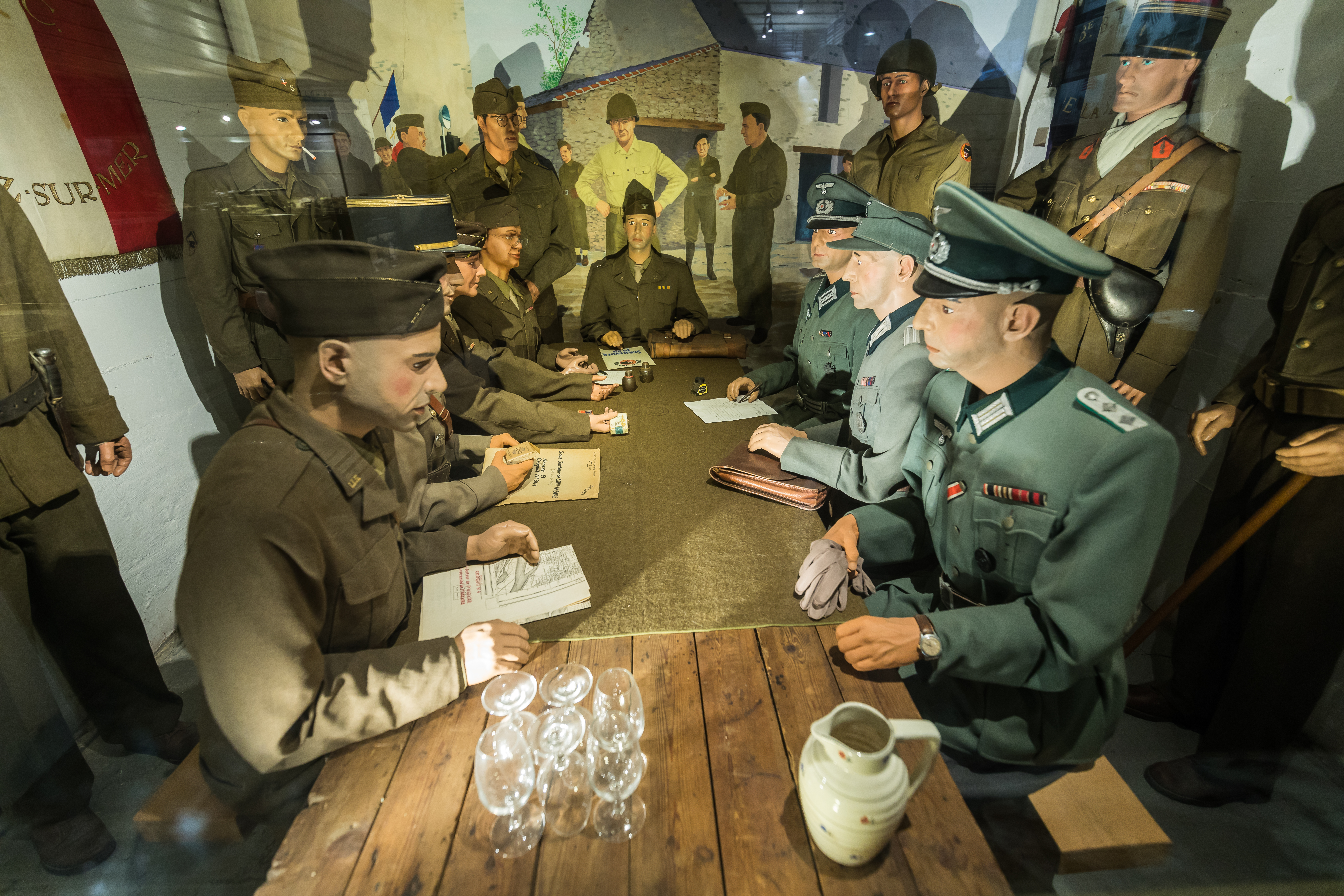
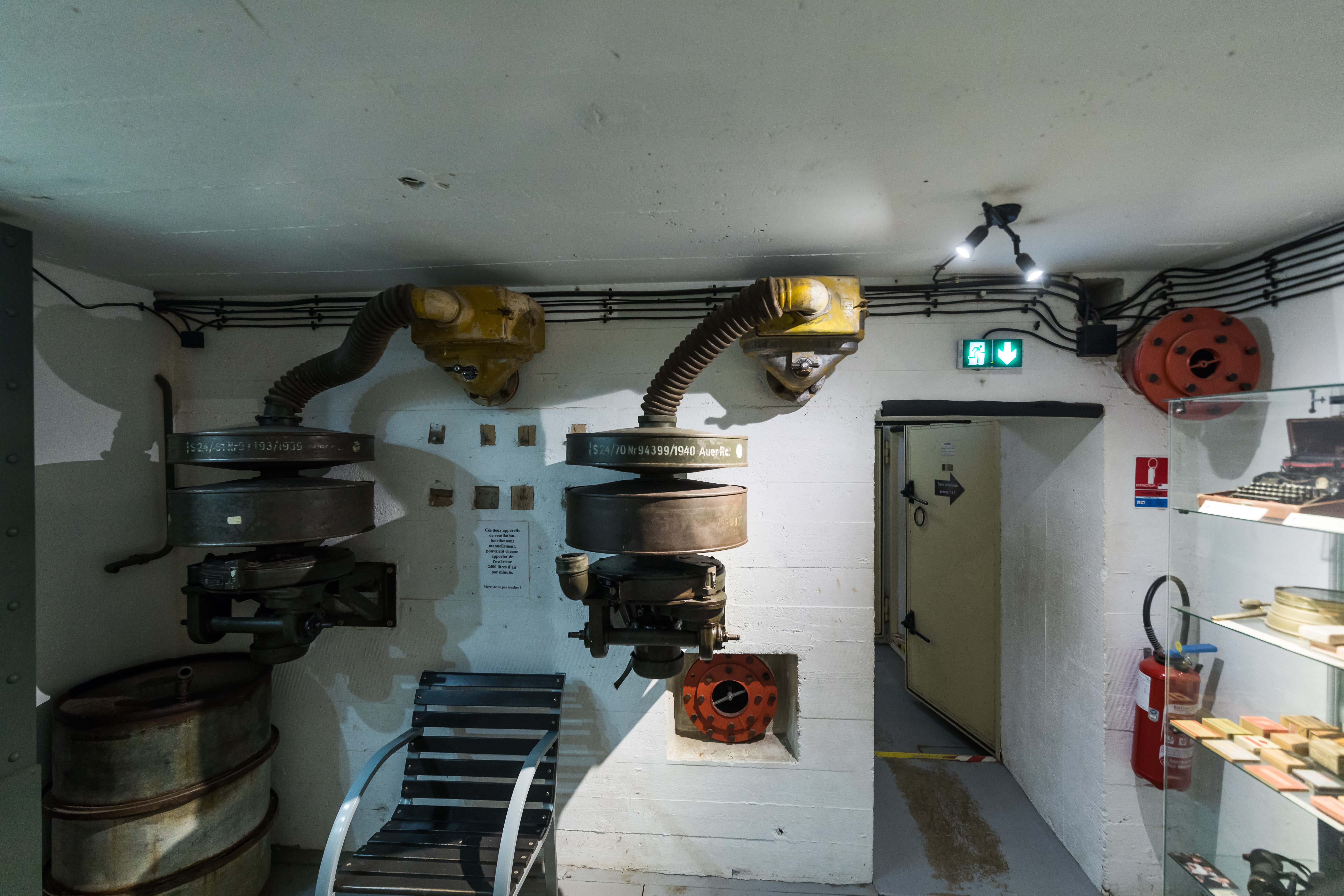
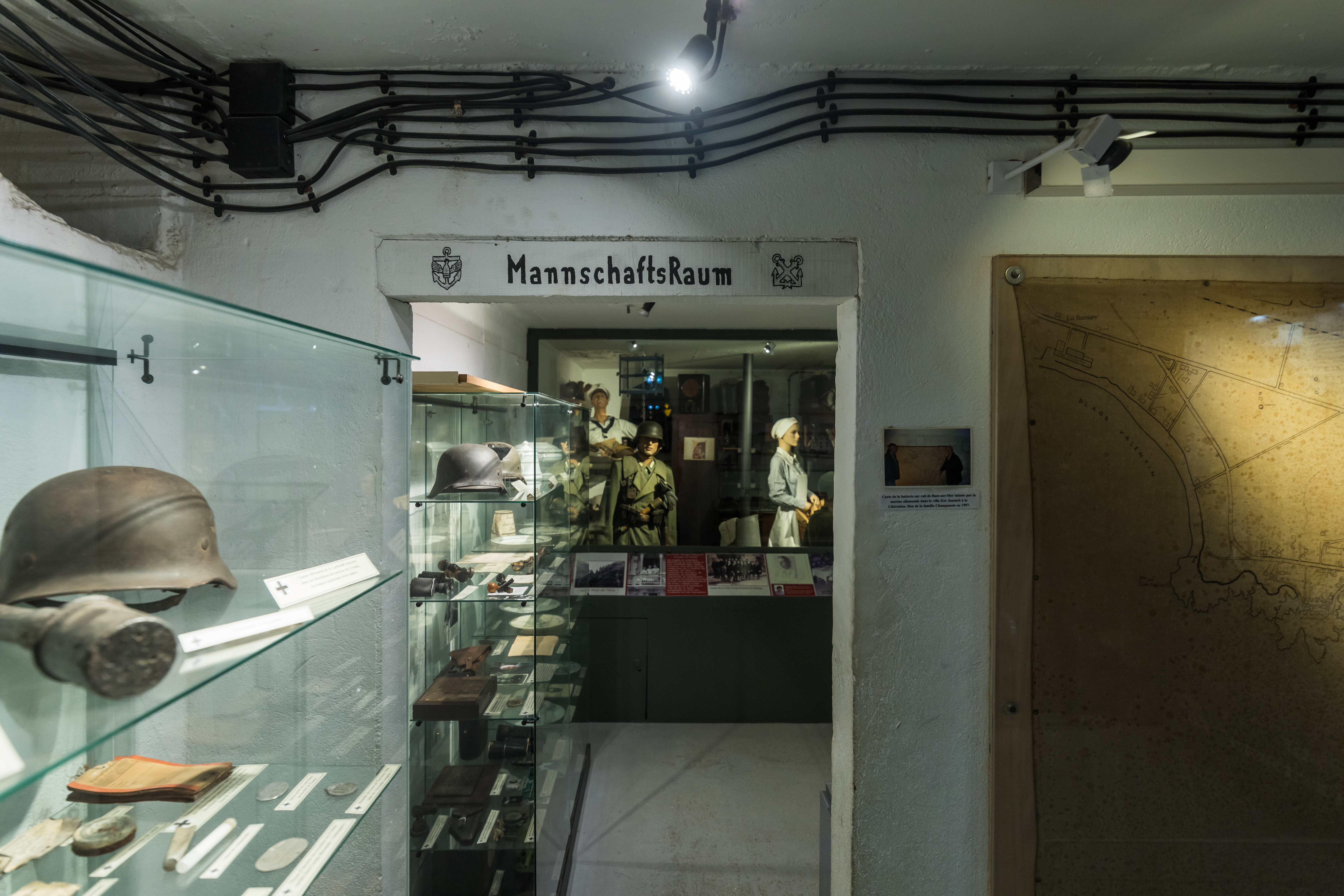

### Canons

#### Canon de 240 mm
Le canon présent sur site est installé en 2007, année du dixième anniversaire de l'ouverture du musée. Le tube de 240 mm est d'origine, il affiche un poids de 24 tonnes. Il est l'un des deux canons de la batterie lourde installée à Batz-sur-Mer en 1941 par la marine allemande, à 22 km à vol d'oiseau au nord de l'estuaire de la Loire. Cette batterie contrôlait le chenal d'entrée de la Loire afin de contrebattre tout gros bâtiment voulant soutenir un débarquement sur la plage de La Baule.
Les deux grosses pièces d'artillerie lourde montées sur voie ferrée, suivies par cinq wagons de matériel et de munitions, arrivent en septembre 1941. Il s'agit de canons français de 240 mm Schneider Mle 1893-96 M « Colonies » ayant servi pendant la Première Guerre mondiale qui proviennent du parc de réserve générale d'artillerie de l'armée française.
Saisis par l'armée allemande à l'armistice du 22 juin 1940, ils sont emportés en Allemagne pour être testés avant d'être remis en service sur la côte Atlantique française. La batterie est finalement installée autour du moulin de Kermoisan, à environ 500 mètres à l'intérieur des terres, ce qui la rend invisible de la mer en cas de duel avec des navires. Deux aires de tir pour les canons sur rail sont raccordées directement à la ligne de Saint-Nazaire au Croisic.
Mais ces vieux canons, qui peuvent tirer très loin, présentent des limites. Ils souffrent notamment d'un manque de précision et en cas de tir contre un objectif marin, les obus peuvent tomber de manière très dispersée à plus de cent mètres autour de la cible. La cadence de tir est elle aussi problématique, avec une capacité d'un tir toutes les quatre minutes. Ces deux problèmes rendent les canons quasi inefficaces contre une cible marine mobile.
Caractéristiques techniques :
- canon français de 240 mm modèle 1893/96 Colonies ;
- masse du matériel complet : 141 tonnes ;
- poids du tube seul : 24 tonnes ;
- portée maximale : 22,7 km ;
- cadence de tir : 1 coup/3 min ;
- masse du projetctile : 162 kg.

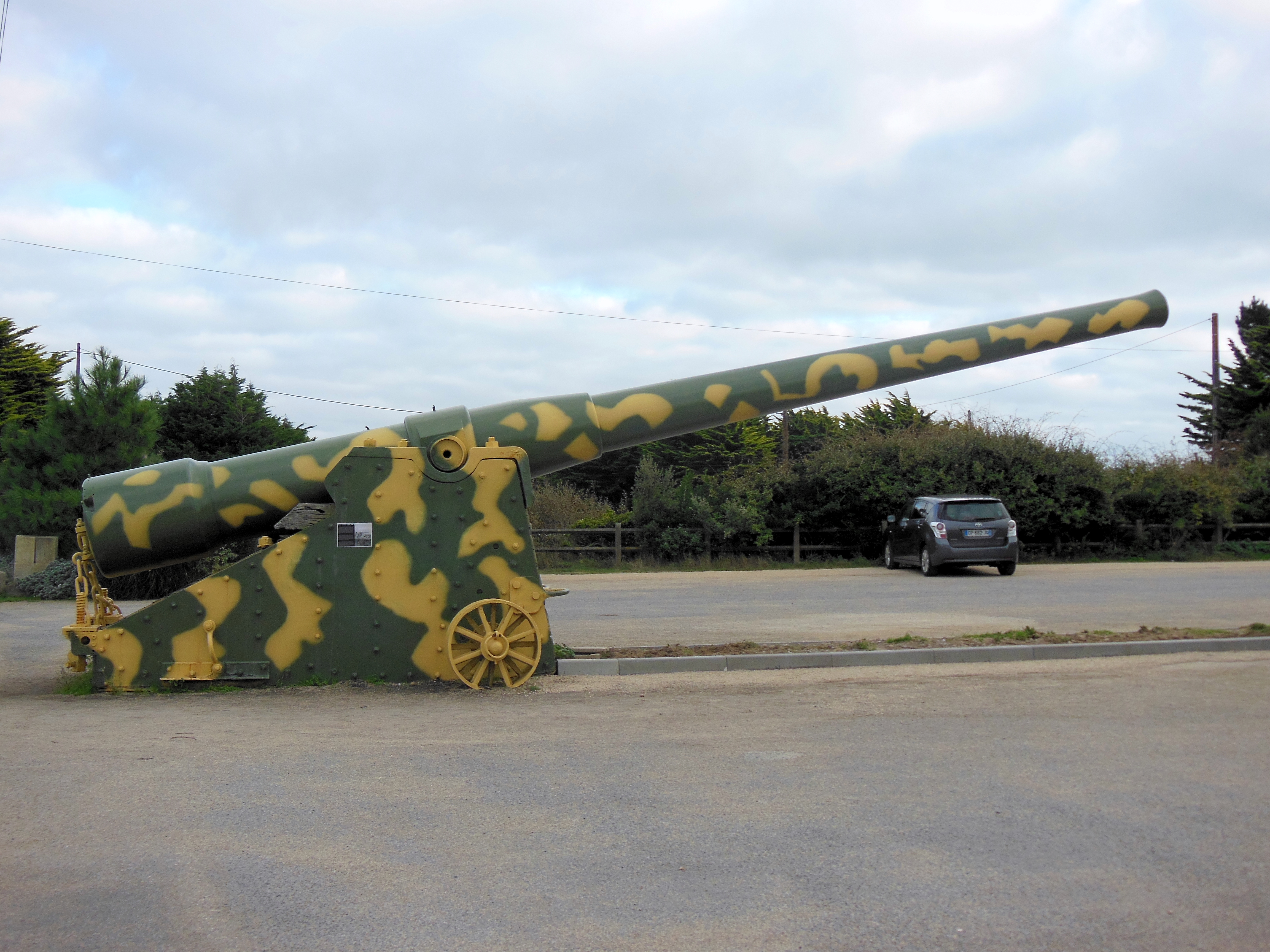
Canon de 240 mm repeint aux couleurs de camouflage
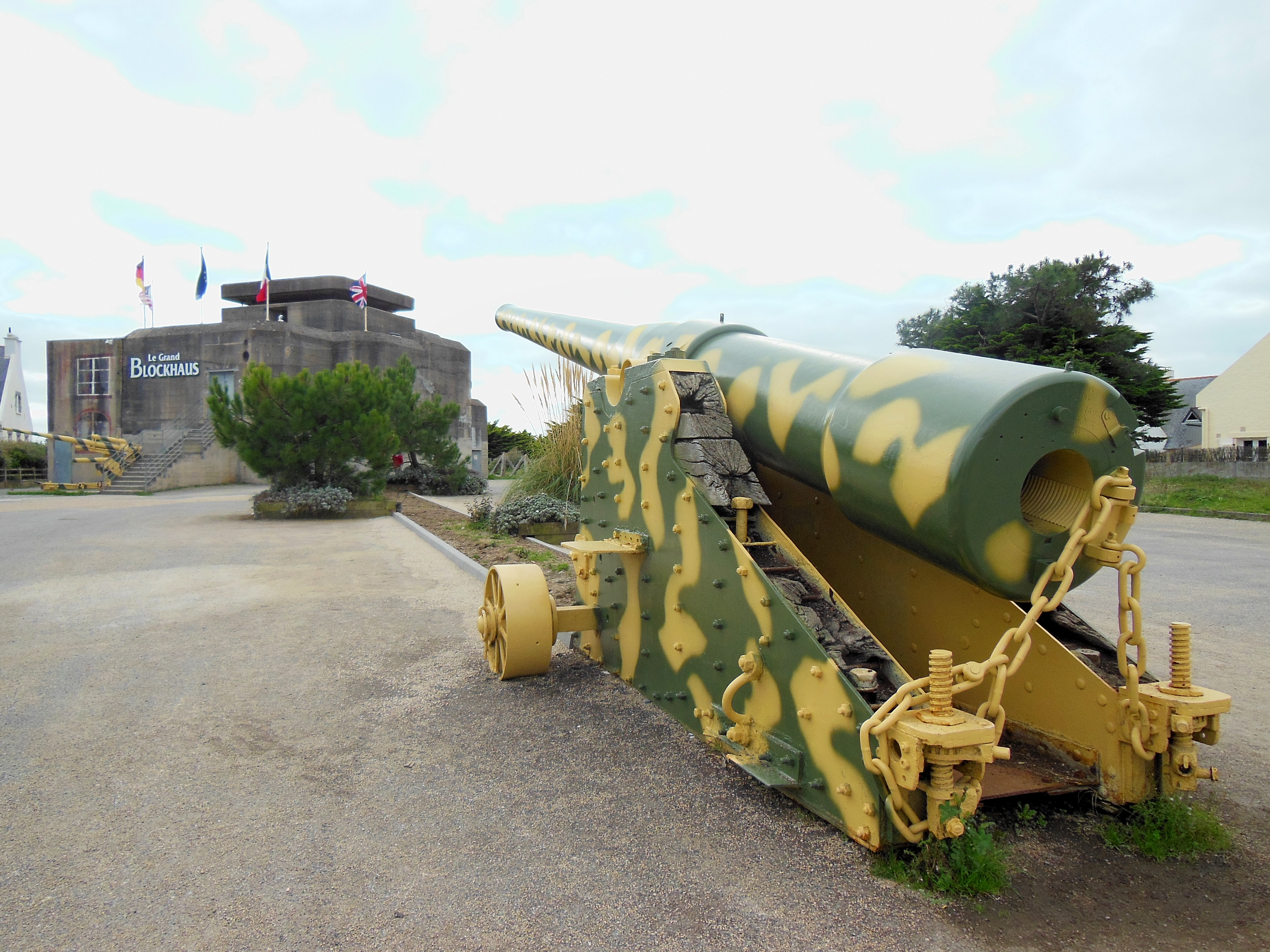
Même canon sous un autre angle de vue

#### Canon de 88 mm
Le premier exemplaire de canon de 88 mm antiaérien a été construit par les usines allemandes Krupp en 1916 pour lutter contre l'aviation alliée en plein développement. Fourni en nombre pour les batteries antiaériennes allemandes pendant la Seconde Guerre mondiale, il était particulièrement redouté des aviateurs. Pour son utilisation terrestre en version antichar, la vitesse de tir était tellement rapide que l'obus arrivait sur l'objectif avant que le coup de départ se fasse entendre.
Le canon présenté sur site est construit en 1943. Aussitôt vendu à l'Espagne, il y est resté en dotation pendant une trentaine d'années. Déclassé, il est ensuite resté dans un champ à l'abandon pendant une vingtaine d'années. Il est récupéré par le musée du Grand Blockhaus en 1998 après sa neutralisation. Il évoque le souvenir de la présence de six canons antiaériens (Flak ou DCA) placés en cercle autour du blockhaus de Batz-sur-Mer étaient chargés de sa protection contre les attaques des alliés de 1943 à 1945. Onze hommes sont nécessaires pour le fonctionnement de chaque canon. Chaque avion abattu est symbolisé par un anneau peint autour du tube du canon.

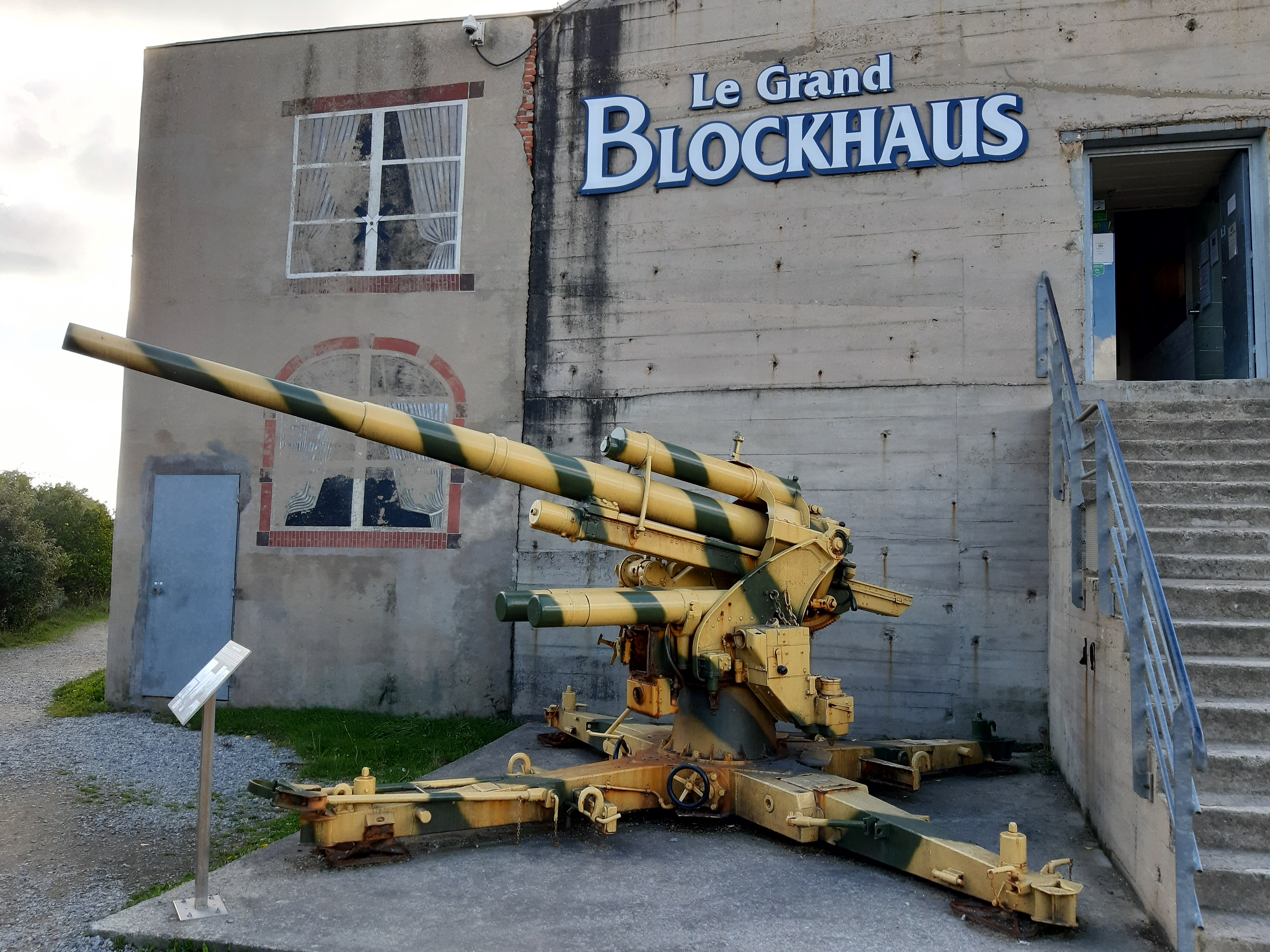
Canon de 88 mm peint aux couleurs de camouflage
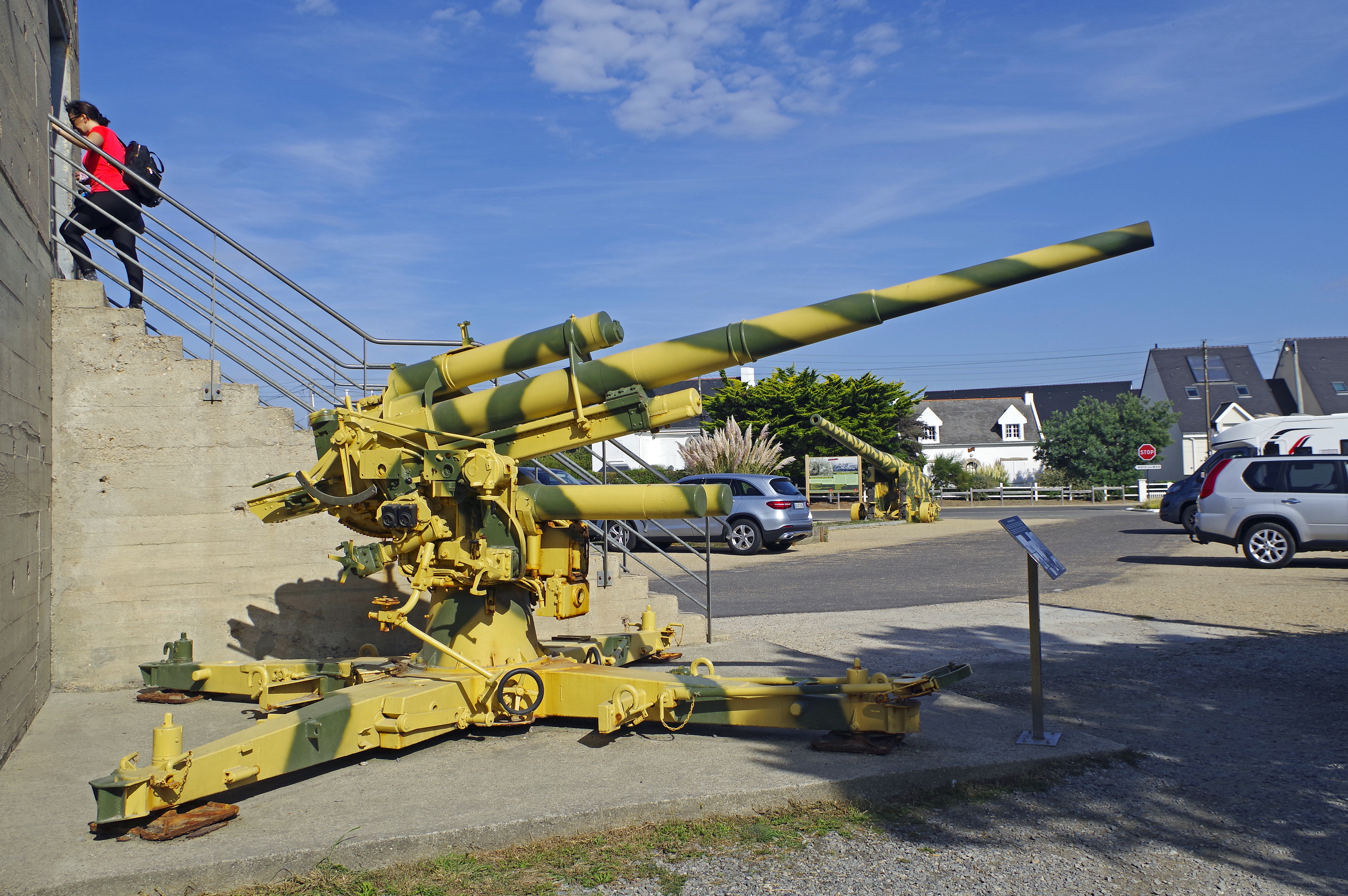
Même canon sous un autre angle de vue

### Obusier américain
L'obusier américain du 15th Cavalry Group est un prêt du musée des Blindés de Saumur. Il est mis en place à Batz-sur-Mer le 11 mai 2019.
Ce blindé obusier M8 a été produit à 1 778 exemplaires pour l'armée américaine entre 1942 et 1944. Armé d'un canon de 75 mm monté sur un châssis de Char M3 Stuart, il sert à partir du débarquement en Normandie de véhicule blindé de support pour les unités d'infanterie.
Le M8 « Little West Point » appartenait au 15th Cavalry Reconnaissance Squadron, une unité indépendante rattachée le 20 septembre 1944 à la 94th Infantry Division en poste face à la poche de Saint-Nazaire, puis à la 66th Infantry Division à partir de janvier 1945. Il sert dans la forêt du Gâvre.
Caractéristiques techniques :
- constructeur : Cadillac Motor Car Company, 1942 ;
- équipage : 4 ;
- longueur : 4,98 m :
- largeur : 2,32 m :
- poids : 15,7 tonnes ;
- armement : obusier de 75 mm d'une portée de 8 687 mètres (46 obus), mitrailleuse de 12,7 mm ;
- vitesse : 58 km/h sur route, 24 km/h tout terrain ;
- autonomie : 161 km (réservoir : 340 litres).

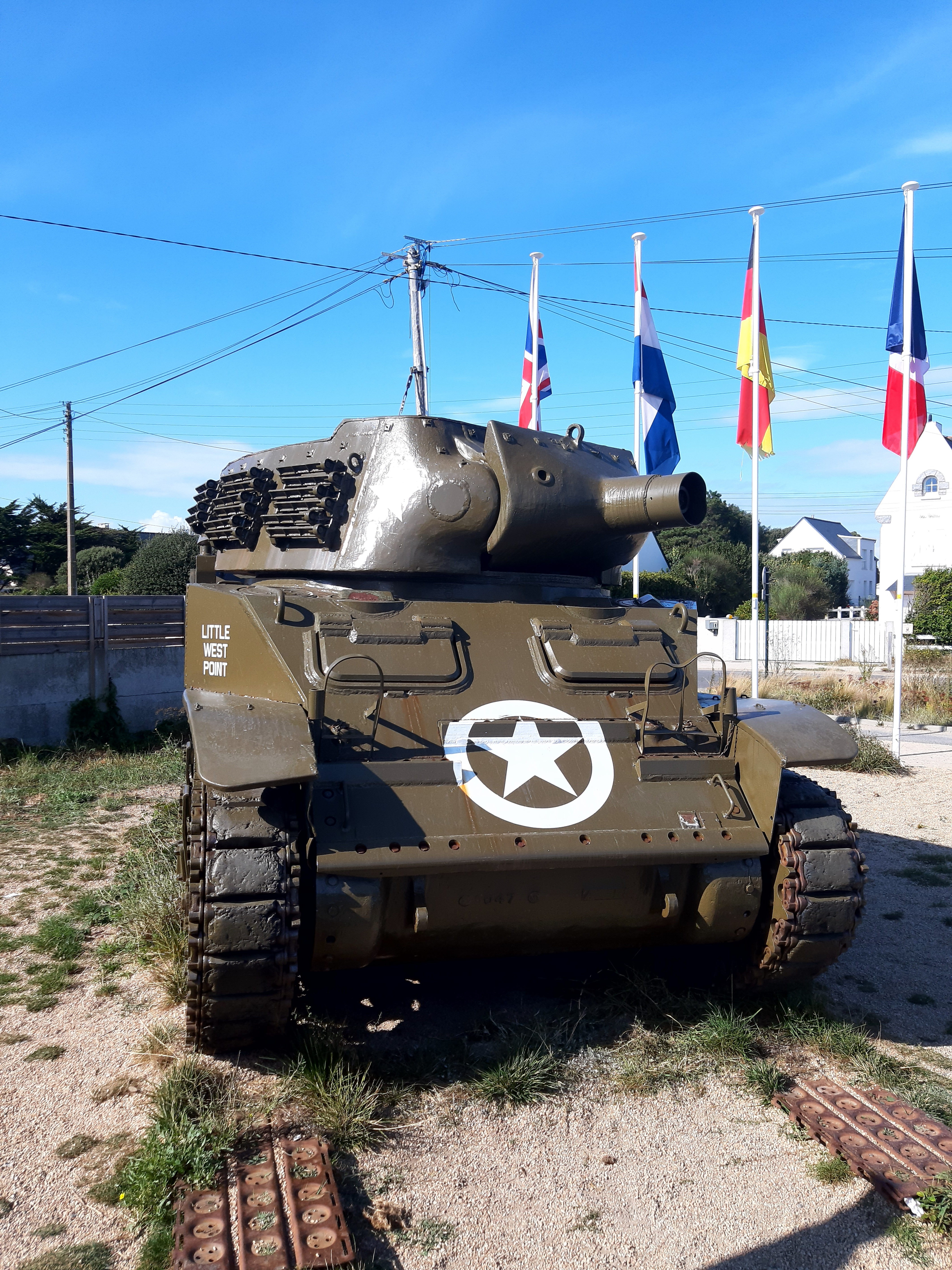
Obusier américain

### Fresque duU-96
La fresque présente sur site est une authentique peinture murale datant de la seconde guerre mondiale, peinte dans un bunker aujourd'hui disparu de la région nazairienne par un ouvrier allemand des chantiers navals. Elle présente le sous-marin U-96, popularisé par le film Das Boot (Le Bateau), sorti en 1982. Ce U-Boot, qui faisait partie de la 7e flottille de sous-marins allemands basée à Saint-Nazaire, arborait un blason représentant un poisson-scie, que l'on distingue sur le kiosque du sous-marin. Les fanions triangulaires accrochés au périscope de la fresque symbolisent chacun un bateau coulé par le sous-marin. La roue dentée qui entoure le sous-marin est inspirée de l'insigne qui était remis au personnel travaillant dans la base sous-marine de Saint-Nazaire.
La fresque ornait un mur d'un des quatre Torpedobunkers du camp de Certé, situé à Trignac, à quatre kilomètres de la base sous-marine de Saint-Nazaire. Ces bunkers de grande taille servaient au stockage des torpilles des U-Boots qui menaient la bataille de l'Atlantique. Ils abritaient aussi des ateliers, des magasins et des latrines pour le personnel.
Après la guerre, les bunkers de Certé sont abandonnés, puis réutilisés par des entreprises civiles comme entrepôts jusqu'en 2009, année de leur destruction. La fresque est découverte dans un des ateliers du bunker no 1 quelques jours avant sa démolition. L'équipe du musée du Grand Blockhaus entreprend de la soustraire à la destruction, opération techniquement facilitée par le fait que la fresque est peinte sur une cloison intérieure en briques. Légèrement endommagée lors de la découpe du mur, la fresque est restaurée avant d'être exposée au public.

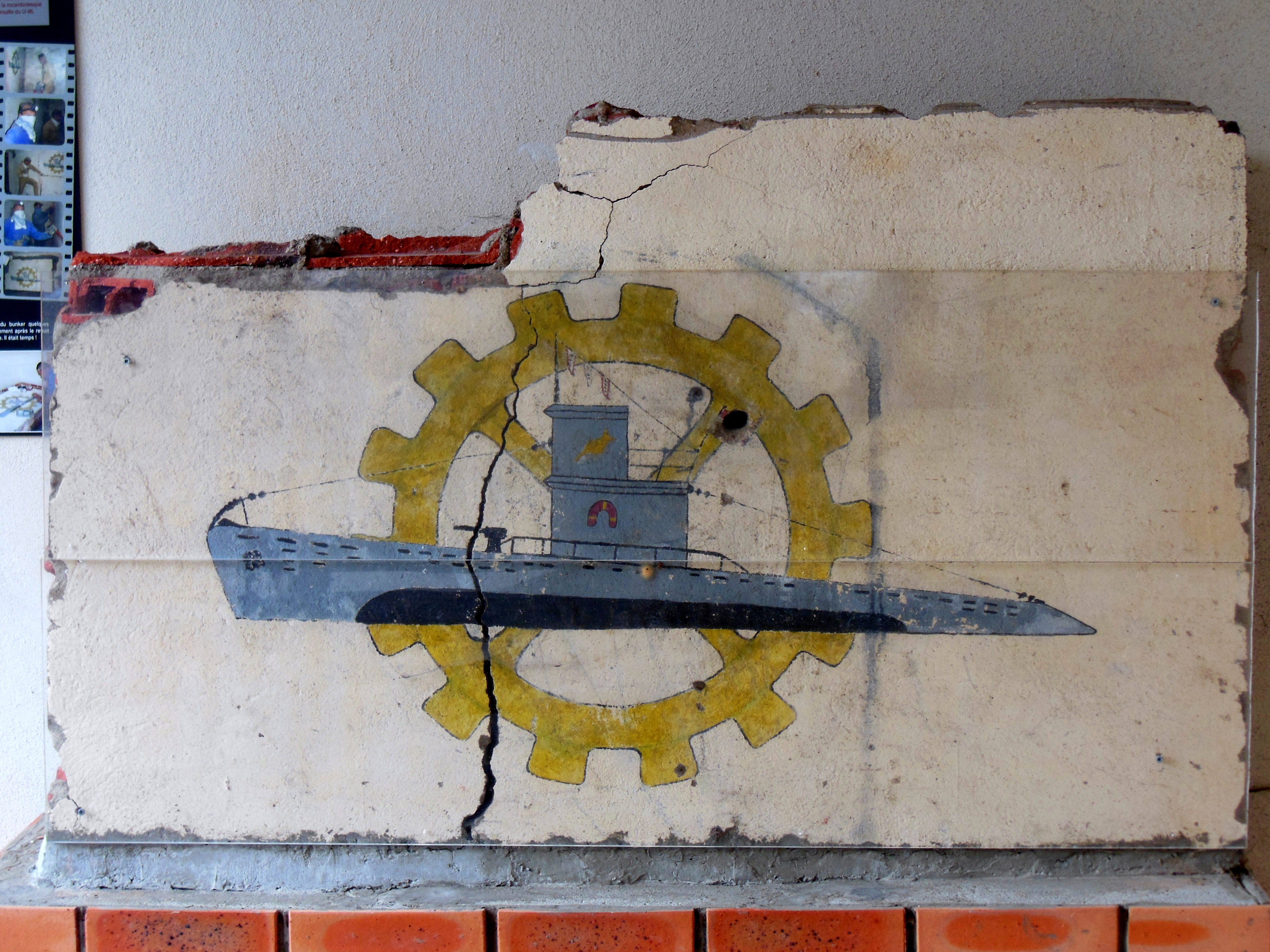
Fresque du U-96.